# Coleomyia setigera
Coleomyia setigera är en tvåvingeart som först beskrevs av Cole 1919.  Coleomyia setigera ingår i släktet Coleomyia och familjen rovflugor. Inga underarter finns listade i Catalogue of Life.